# Max Müller (Philosoph)

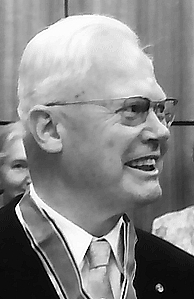
Max Müller (1972)

Max Müller (* 6. September 1906 in Offenburg, Baden; † 18. Oktober 1994 in Freiburg im Breisgau) war ein deutscher Philosoph. Max Müller war Professor an der Albert-Ludwigs-Universität Freiburg und der Ludwig-Maximilians-Universität München.

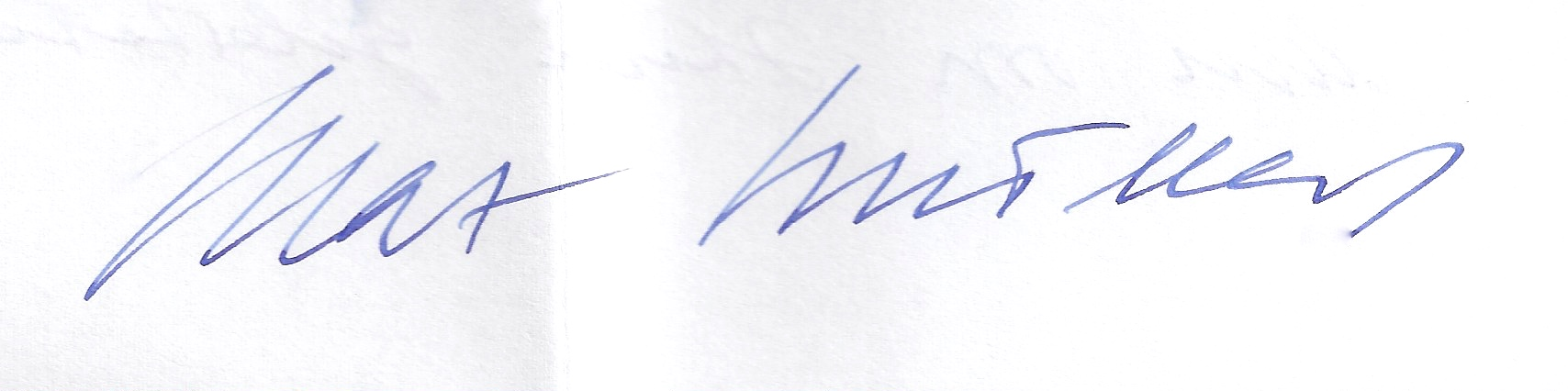
Max Müller. Signatur 1976

## Leben
Max Müller wurde als Sohn eines Juristen geboren und machte sein Abitur auf dem Friedrich-Gymnasium Freiburg. Während seines Studiums in Berlin hatte er Kontakt mit Romano Guardini und nahm an den Treffen des Quickborn-Arbeitskreises auf Burg Rothenfels teil. In seiner Münchener Studienzeit wechselte er 1927 zum Bund Neudeutschland (ND). Während eines Studienaufenthaltes in Paris 1927/28 hatte er Kontakt zu Neuthomisten und Renouveauisten und trat ins St.-Michaels-Institut ein. Sein Studium der Philosophie (u. a. bei Joseph Geyser und Martin Honecker) schloss er mit der Promotion 1930 bei Honecker und Martin Heidegger (Über die Grundbegriffe philosophischer Wertlehre. Logische Studien über Wertbewußtsein und Wertgegenständlichkeit) ab.
Nach seiner Promotion übernahm Müller einflussreiche Funktionen im ND: Grundsatzreferat bei der letzten großen Tagung des ND-Älterenbunde 1931 in Limburg, Schriftleitung von dessen Zeitschrift Werkblätter von 1931 bis 1934 (bzw. 1932 bis 1935.), was schließlich zur vorzeitigen Beendigung seiner akademischen Karriere 1938 durch Verweigerung einer Dozentur durch das Reichserziehungsministerium aufgrund einer Intervention der Reichsdozentenführung führen sollte.
1932 hatte Müller Kontakt zu Heinrich Brüning, auf dessen politischer Linie er publizierte, und noch 1934 arbeitete er zwischenzeitlich in Franz von Papens Arbeitskreis katholischer Deutscher mit. In die nationalsozialistische SA trat er bereits 1933 ein, die am 20. Mai 1937 beantragte Aufnahme in die NSDAP erfolgte erst zum 1. Januar 1940 (Mitgliedsnummer 8.367.007), jedoch war Müller in der Wartezeit vorher schon in NSDAP-Ortsgruppen aktiv.
1937 habilitierte er sich mit einer Arbeit über Thomas von Aquin („Realität und Rationalität“, veröffentlicht als Sein und Geist). Aus „weltanschaulich-politischen Gründen“ von der Lehrtätigkeit an der Universität ausgeschlossen, wurde er als Erzbischöflicher Dozent für Philosophie am Freiburger Collegium Borromaeum tätig. Während des Zweiten Weltkriegs war er nach Teilnahme am Frankreich-Feldzug zunächst vorübergehend freigestellt und unterrichtete wiederum am Collegium Borromaeum. Anschließend wurde er als Heerespsychologe nach Stuttgart einberufen. Ab 1942 war er am Arbeitsamt Ulm als Abteilungsleiter dienstverpflichtet, bis er 1943 nach Verhaftung und Verhör im Zusammenhang mit der Weißen Rose einen Einberufungsbefehl in die Wehrmacht bekam. Der Einberufung entging er, „da Freunde eine Dienstverpflichtung als Personalchef einer Waggon-Fabrik in Posen (Polen) durchsetzen konnten.“
1946 wurde er als Nachfolger Martin Honeckers ordentlicher Professor, nachdem er den Lehrstuhl schon seit 1945 verwaltet hatte. Neben seiner Tätigkeit an der Universität engagierte sich Müller u. a. in der Freiburger Stadtpolitik. 1960 nahm er einen Ruf an die Ludwig-Maximilians-Universität in München wahr. Seine Antrittsvorlesung an der Universität München hielt er am 18. Januar 1961. Nach seiner Emeritierung 1972 kehrte er zurück nach Freiburg und lehrte als Honorarprofessor an der Philosophischen und der Theologischen Fakultät der Albert-Ludwigs-Universität. 1984 wurde ihm der Ehrenring der Görres-Gesellschaft verliehen.

## Wirken
Als seine Lehrer sind besonders Martin Honecker, Edmund Husserl und Martin Heidegger anzusehen. Beeinflusst wurde er aber auch durch den Historiker Friedrich Meinecke, den Theologen und Religionsphilosophen Romano Guardini und die katholische Jugendbewegung (Quickborn, Bund Neudeutschland). Wichtige Begegnungen hatte er während seines Studiums der Geschichte, Romanistik, Germanistik und Philosophie in Berlin, München, Paris (Jacques Maritain, Étienne Gilson, Paul Desjardins) und Freiburg im Breisgau. Max Müller gehörte zusammen Johannes Baptist Lotz (SJ) und Gustav Siewerth, seinen Weggefährten aus der Studienzeit, und Bernhard Welte, Karl Rahner und anderen einer Gruppe katholischer Philosophen und Theologen an, die aufgrund der Studien bei Martin Heidegger durch einen eigenen Denkweg von der Auseinandersetzung mit dessen Fundamentalontologie und Seinsphilosophie stark mitbestimmt war.
In der Zeit des Nationalsozialismus suchte er als Schriftleiter der „Werkblätter“ des ND Bund Neudeutschland zunächst über die „Reichsidee“ einen katholischen Brückenschlag zu Staat und Ideologie des NS, gehörte aber später u. a. mit Reinhold Schneider, Hubert Seemann, Johannes Spörl und Bernhard Welte dem oppositionellen Freiburger Kreis um den Zeitungsredakteur Karl Färber an, der für die Gründung der badischen CDU in der Zeit nach dem Zweiten Weltkrieg wichtig wurde. Müller war in der Görresgesellschaft tätig.
Zu seinen Schülern gehörten unter anderen  Heinrich Rombach, Arno Baruzzi, Alois Halder und Wolfgang Welsch.
Seit 2005 wird von der Philosophischen Fakultät der Albert-Ludwigs-Universität Freiburg im Breisgau jährlich der Max-Müller-Preis für herausragende Dissertationen verliehen.

## Philosophie Max Müllers

### Hauptgedanken
Max Müller verknüpft die klassische Metaphysik mit der Phänomenologie Husserls und der Existenzphilosophie Heideggers und entwickelt daraus die „Metahistorik“ als eine Philosophie der geschichtlichen Freiheit.
„Die persönliche und sachliche Begegnung mit Martin Heidegger […] führte zu einem Gespräch der großen Metaphysiker […] mit dem Denker, der in seinem geschichtlichen „Seinsdenken“ von ihr nun Abschied zu nehmen versuchte, indem er zugleich der ontischen Fakten-Geschichte in der ontologischen Seins-Geschichte Boden zu geben vermochte. […] [Der Weg meines Denkens] führte von der Metaphysik, von der ich philosophisch herkam, in meiner Auseinandersetzung mit dieser und mit Heideggers „Seins-Denken“ zu jener Gestalt, die dann meine eigene Denkbewegung wurde und die ich mit dem Namen „Metahistorik“ bezeichnete.“ (Existenzphilosophie, 4. Aufl. 1986, S. 366)
Der Sinn der Geschichte ist in jeder Epoche je neu zu finden. Die transzendentale Erfahrung des Menschen schafft in personaler Auseinandersetzung als Gemeinschaftsleistung die Welt als Werk. Politik, Religion, Kunst und Wissenschaft, aber auch die personalen Lebensgemeinschaften von Menschen leisten dazu Antwortversuche und bieten realsymbolisch und repräsentativ Sinn. Das Gelingen des Sinns wird verstanden als Ereignis des Zusammenfalls (Symbolos, Kompromiss, kairologische Mitte) und im Ende als die „Erfahrung absoluten Sinnes – […] nicht in der Zeit, sondern als Zeit und Zeitlichkeit selbst.“ (Erfahrung und Geschichte, S. 595)

## Ehrungen
- 1966: Festschrift zum 60. Geburtstag: Die Frage nach dem Menschen. Aufriss einer philosophischen Anthropologie, hrsg. von Heinrich Rombach. Verlag Karl Alber, Freiburg / München. ISBN 3-495-47145-6
- 1971: Bayerischer Verdienstorden
- 1973: Großes Verdienstkreuz der Bundesrepublik Deutschland[8]
- 1976: Großes Verdienstkreuz mit Stern des Verdienstordens der Bundesrepublik Deutschland
- 1983: Komtur des päpstlichen Gregoriusordens
- 1984: Ehrenring der Görres-Gesellschaft
- 1989: Dr. theol. honoris causa Universität Augsburg
- 1991: Großes Verdienstkreuz mit Stern und Schulterband der Bundesrepublik Deutschland
- Max Müller zu Ehren ist in Freiburg eine 1976 erbaute und 2010 sanierte kleine Brücke über die Dreisam nach ihm benannt: der Max-Müller-Steg.

### Werke
- Das christliche Menschenbild und die Weltanschauungen der Neuzeit. (= Das christliche Deutschland 1933 bis 1945. Vortrag der Kath. Reihe). Herder, Freiburg i. Br. 1945.
- Sein und Geist: Systematische Untersuchungen über Grundproblem und Aufbau mittelalterlicher Ontologie. Tübingen: Mohr, 1940. (Beiträge zur Philosophie und ihrer Geschichte; 7.) - 2. Aufl., erw. u. d. Beitr. „Die Aktualität des Thomas von Aquin“. - Freiburg / München: Alber 1981. ISBN 3-495-47461-7.
- Existenzphilosophie im geistigen Leben der Gegenwart. Heidelberg: Kerle 1949. - Existenzphilosophie: von der Metaphysik zur Metahistorik. 4., erw. Aufl. Hrsg. von Alois Halder. Freiburg / München: Alber 1986. (Alber-Broschur Philosophie) ISBN 3-495-47603-2.
- Herders kleines philosophisches Wörterbuch. Freiburg i. Br.: Herder 1958. (Herderbücherei; 16). 5. Aufl. / Hrsg. von Max Müller u. Alois Halder. Unter Mitarb. von Hans Brockard …. 1976. (Herderbücherei; 398) - Neubearb. u.d.T. Philosophisches Wörterbuch 1988. (Herder-Taschenbuch; 1579). 1996 (Herder-Spektrum; Bd. 4151) [nur noch Alois Halder als Autor genannt] ISBN 3-451-04752-7
- Erfahrung und Geschichte: Grundzüge einer Philosophie der Freiheit als transzendentale Erfahrung. Freiburg / München: Alber 1971. ISBN 3-495-47218-5.
- Philosophische Anthropologie: Mit einem Beitrag „Zur gegenwärtigen Anthropologie“. Hrsg. von Wilhelm Vossenkuhl. Freiburg / München: Alber 1974. (Alber-Broschur Philosophie) ISBN 3-495-47303-3.
- Der Kompromiss oder Vom Unsinn und Sinn menschlichen Lebens: Vier Abhandlungen zur historischen Daseinsstruktur zwischen Differenz und Identität. Freiburg / München: Alber 1980. (Alber-Broschur Philosophie) ISBN 3-495-47440-4.
- Auseinandersetzung als Versöhnung: Ein Gespräch über ein Leben mit der Philosophie. Hrsg. von Wilhelm Vossenkuhl = Polemos kai eirene. Berlin: Akad.-Verl. 1994.
- Macht und Gewalt: Prolegomena einer politischen Philosophie. Hrsg. u. kommentiert von Anton Bösl. Freiburg / München: Alber 1999. ISBN 3-495-47965-1.
- Martin Heidegger: Briefe an Max Müller und andere Dokumente. Hrsg. von Holger Zaborowski und Anton Bösl. Freiburg / München: Alber 2003. ISBN 3-495-48070-6.

### Herausgeberschaft
- Symposion. Philosophische Schriftenreihe. 1958 von Max Müller, Bernhard Welte und Erik Wolf begründet und bis 1975 hrsg. Karl Alber, Freiburg i. Br. / München
- Philosophisches Jahrbuch. Im Auftrag der Görres-Gesellschaft von 1959 bis 1969 hrsg. von Max Müller. Karl Alber, Freiburg i. Br. / München

### Sekundärliteratur
- Ramón Eduardo Ruiz-Pesce: Metaphysik als Metahistorik oder Hermeneutik des unreinen Denkens: Die Philosophie Max Müllers, Alber, Freiburg 1987. (Symposion 79) ISBN 3-495-47606-7.
- Wilhelm Vossenkuhl: Max Müller. In: Christliche Philosophie im katholischen Denken des 19. und 20. Jahrhunderts. Bd. 3. hrsg. von E. Coreth, W. Neidl, G. Pfligersdorffer, Graz/Wien/Köln 1990, 318–327.
- Hans Gerald Hödl: Max Müller (Philosoph). In: Biographisch-Bibliographisches Kirchenlexikon (BBKL). Band 6, Bautz, Herzberg 1993, ISBN 3-88309-044-1, Sp. 299–302 (Artikel/Artikelanfang im Internet-Archive).
- Paul Good: Müller, Max. In: Neue Deutsche Biographie (NDB). Band 18, Duncker & Humblot, Berlin 1997, ISBN 3-428-00199-0, S. 458–460 (Digitalisat).
- Albert Raffelt: Müller, Max. In: Lexikon für Theologie und Kirche, 3. Aufl. Bd. 7 [Maximilian bis Pazzi], Herder, Freiburg 1998, Sp. 518–519.
- Kai-Uwe Socha: Person-sein: Freiheit und Geschichtlichkeit als Grundkonstanten des Menschen im Denken von Max Müller (1906–1994), Lang, Frankfurt 1999 (Europäische Hochschulschriften. Reihe 20; Band 593), ISBN 3-631-34419-8.
- Veronica Fabricius: Von der Metaphysik zur Metahistorik. Freiheit als Geschichte nach Max Müller, Alber, Freiburg 2004 (Alber Thesen, Philosophie; Bd. 23), ISBN 3-495-48110-9.
- Michael F. Köck: Personale Struktur religiöser Erfahrung. Komplementarität und Transzendenz bei Max Müller, Schöningh, Paderborn 2008, ISBN 978-3-506-76485-0.
- Hans Otto Seitschek (Hrsg.): Sein und Geschichte. Grundfragen der Philosophie Max Müllers, Alber, Freiburg 2009, ISBN 3-495-48341-1.

### Vortrags-Mitschnitt
- Max Müller: Vollendung, Ende und Anfang - philosophische Reflexion im Hinblick auf Martin Heidegger 1970 (M4A; 16,8 MB)